# Amandil
Amandil es un personaje ficticio del legendarium del escritor británico J. R. R. Tolkien. Es un Dúnadan de la isla de Númenor, hijo de Númendil y el último Señor de Andúnië.

## Historia
Amandil se convirtió en líder clandestino de los Fieles en los oscuros días de Ar-Phârazon, pues él, al igual que sus ancestros y que su hijo Elendil y sus nietos Isildur y Anárion, eran leales a los Valar y a la tradición de amistad con los Elfos. Ar-Pharazôn a pesar de todo todavía lo respetaba, pues los Señores de Andúnië eran los más nobles de Númenor después de los reyes y los más poderosos dentro de los consejeros del reino.
De todos los cortesanos, Amandil fue el único que no prestó oídos a Sauron ni lo aduló en los días en que se volvió poderoso e influyente. Por eso, Sauron siempre odió a Amandil y a los suyos. 
Cuando Ar-Pharazôn finalmente decidió navegar hacia Valinor en pie de guerra, Amandil previó que tal decisión no podía significar otra cosa que el fin del mundo tal como los númenóreanos lo habían conocido hasta entonces. Así se lo hizo saber a Elendil, y le recomendó embarcarse con su familia en secreto en la costa este de Númenor y huir del inminente cataclismo. Él por su parte intentaría navegar al Reino Bendecido para realizar una hazaña similar a la efectuada miles de años antes por su antepasado Eärendil: pedir clemencia a los Valar por la humanidad. 
Así, navegó inadvertido hacia el Oeste. Nunca se supo qué fue de él. Han dicho algunos que los Hombres no podían ser salvados una segunda vez por una embajada semejante. Pero haya tenido o no éxito, lo cierto es que su hijo Elendil y la familia de éste pudieron navegar lejos de la destrucción y llegar sanos y salvos a la Tierra Media, y esto fue visto como una gracia especial de los Valar.

## Otras versiones dellegendarium
En otras versiones detalladas por Christopher Tolkien en los libros de La historia de la Tierra Media, concretamente en el volumen nueve, Los pueblos de la Tierra Media, Amandil es el hijo menor de Númendil y tiene un hermano mayor llamado Elentir, el cual tuvo una relación amorosa con Míriel, hija del rey Tar-Palantir de Númenor.  

## Etimología del nombre
El nombre de Amandil está compuesto en la lengua quenya, como era natural entre los Fieles en Númenor, y más entre sus líderes, los Señores de Andúnië. El nombre puede recibir distintos significados dependiendo del uso de los términos que lo forman: 
- Aman : es el nombre de las Tierras Imperecederas, hogar de los Valar.
- -ndil : también como -ldil, es un sufijo que expresa devoción, por lo que se puede traducir como «amante de» o «amigo de».

Así el nombre puede significar «amigo de Aman» o «amante de Aman».
| Predecesor: Númendil | Señor de Andúnië 3065 S. E. - 3316 S. E. | Sucesor: Ninguno título abandonado |